# Laura Huxley
Laura Huxley (nombre de soltera, Archera; Turín, 2 de noviembre de 1911 – Hollywood Hills, 13 de diciembre de 2007) fue una músico, escritora y psicoterapeuta estadounidense. Estuvo casada con el escritor Aldous Huxley desde 1956 hasta la muerte de este en 1963.

## Biografía
Laura Archera comenzó a tocar el violín a los diez años, estudiando en Berlín, París y Roma, donde donde obtuvo un diploma de maestra musical a los 17 años. También estudió en el Curtis Institute of Music en Filadelfia, tocó en una importante orquesta sinfónica y tocó ante la Reina de Italia a la edad de 14 años, y también en el Carnegie Hall.
En 1949, trabajó como cineasta de documentales. Según reza en su obituario en Los Angeles Times, Archera llamó al filósofo y escritor Aldous Huxley a su casa para contarle que John Huston le había prometido financiar su proyecto de documental sobre el Palio de Siena si conseguía que Huxley escribiera un guion. Archera se hizo amiga íntima de Huxley y de su primera esposa, Maria, que falleció en 1955. En 1956, Archera se casó con Huxley. Escribió varios libros de autoayuda sobre relaciones humanas, entre ellos «You Are Not the Target» (1963), con prólogo de Aldous Huxley.
After his death in 1963, she wrote This Timeless Moment: a personal view of Aldous Huxley (1968), a book describing life with her husband.
En 1977 fundó "Children: Our Ultimate Investment" o simplemente OUI, una organización sin fines de lucro dedicada a la formación de las capacidades humanas. La organización patrocinó una conferencia de cuatro días también titulada "Niños: Nuestra Inversión Máxima".

## Cine
Produjo documentales y fue ayudante de dirección para la RKO. Huxley apareció en el documental Hofmann's Potion: The Early Years of LSD, sobre National Film Board of Canada. Laura se sintió inspirada para iluminar la historia de su provocativo matrimonio a través del documental de 2010 de Mary Ann Braubach, Huxley on Huxley.

## Muerte
Laura Huxley murió de cáncer a los 96 años en su casa en Hollywood Hills.

## Premios y reconocimientos
Huxley recibió un amplio reconocimiento por sus logros humanitarios, incluyendo:
- Doctorado Honoris Causa en Servicios Humanos de la Universidad de La Sierra
- Miembro de la Academia Internacional de Medicina Preventiva de las Naciones Unidas
- Premio de la Fundación Mundial de la Salud para el Desarrollo y la Paz de 1990
- Premio Thomas R. Verny de la Asociación de Psicología y Salud Prenatal y Perinatal de 2003, por sus destacadas contribuciones al campo de la psicología prenatal y perinatal.[10]

## Bibliography
- 1963 - You Are Not the Target - Metamorphous Press; Reissue edition (Agosto 1995) ISBN 1-55552-009-X, ISBN 978-1-55552-009-0 foreword by Aldous Huxley
- 1969 - This Timeless Moment - Celestial Arts; New Ed edition (Diciembre 2000) ISBN 0-89087-968-0, ISBN 978-0-89087-968-9
- 1974 - Between Heaven and Earth - Hay House; Reprint edition (1 de febrero de 1991) ISBN 0-937611-87-5, ISBN 978-0-937611-87-6
- 1986 - Oneaday Reason to be Happy - Compcare Publications ISBN 0-89638-112-9, ISBN 978-0-89638-112-4
- 1987 - The Child of Your Dreams (con Piero Ferrucci) - Compcare Publications ISBN 0-89638-110-2, ISBN 978-0-89638-110-0

## Notes
1. ↑  Margalit Fox (19 de diciembre de 2007). «Laura Huxley, Her Husband's Biographer, Dies at 96». The New York Times.
2. ↑  Valerie Corral (2008). «O Nobly Born». MAPS Bulletin. xviii (Multidisciplinary Association for Psychedelic Studies, Inc.). pp. 42-48.
3. ↑  Los Angeles Times obituary http://www.latimes.com/news/printedition/california/la-me-huxley15dec15,0,3825593.story?coll=la-headlines-pe-california |url= sin título (ayuda).
4. ↑  Christopher Hawtree (17 de diciembre de 2007). «Obituary - Laura Huxley: Author, therapist, musician and muse to husband Aldous, she devoted her life to preserving his legacy». The Guardian.
5. ↑  «Laura Huxley.(living treasure)(Brief Article)(Biography)». Mothering. 1 de septiembre de 2004.
6. ↑  «Laura Archera Huxley Wife of Aldous Huxley who championed the 'human potential movement' through books and a charitable foundation». The Times. 17 de diciembre de 2007.
7. ↑  «Huxley on Huxley». 5 de agosto de 2013.
8. ↑  «Laura Huxley: Widow of Aldous Huxley». The Independent. 17 de diciembre de 2007.
9. ↑  Margalit Fox (19 de diciembre de 2007). «Laura Huxley, Her Husband's Biographer, Dies at 96». The New York Times.
10. ↑  «Association of Prenatal and Perinatal Psychology and Health, Thomas R. Verny Award». 21 de junio de 2012.